# Tredici sotto un tetto
Tredici sotto un tetto (Der Typ, 13 Kinder & ich) è un film del 2009, diretto da Josh Broecker.

## Trama
Leon Thalbacher è il proprietario di un'azienda produttrice di porcellane, cedutagli in seguito alla morte del padre. Leon è impegnato a salvarla dal fallimento, ma non sembra intenzionato a lavorare per l'azienda, al contrario dello zio Walter, affetto da ipocondria, e della fidanzata Marina.
Leon vuole espandere l'azienda, tuttavia sceglie un terreno già occupato da una casa malconcia, in cui vivono Esther Ohling e tredici figli, cinque suoi e otto adottati. Nonostante la situazione precaria e le numerose offerte proposte dai Thalbacher, la donna si rifiuta di abbandonare la casa. Leon inventa una strategia per convincerla a lasciare la casa, facendosi ospitare e danneggiandola ulteriormente di nascosto, per riparare poi i danni in maniera plateale. In seguito i rapporti tra i due si infittisce, portandoli ad innamorarsi, ma quando Esther scopre che Leon in realtà è solo interessato alla casa anziché alla numerosa famiglia, lo caccia di casa.
Esther, però, rischia la revoca dell'affido di alcuni suoi figli per via dell'inidoneità della sua casa. Leon fa di tutto per aiutarli, spronato dai ragazzi, e una sera porta la famiglia nella residenza dei Thalbacher, dove ci sono lo zio e Marina. Quest'ultima si lascia con Leon dopo aver parlato, mentre Walter è esasperato per la presenza dei bambini che ne combinano di tutti i colori, come rompere il vaso di sua madre.
Durante una riunione, si trova un accordo per cui non è più necessario costruire sulla casa di Esther.

## Produzione
Il titolo di lavorazione per questo film era 13 plus 1. Le riprese si sono svolte a Berlino per un mese, da ottobre a novembre 2008.

## Distribuzione

### Messa in onda
- 14 aprile 2009 in Germania (Der Typ, 13 Kinder & ich)
- 21 luglio 2010 in Francia (13 enfants et 1 prince charmant)
- 30 luglio 2010 in Italia